# Lygropia melanoperalis
Lygropia melanoperalis là một loài bướm đêm trong họ Crambidae.